# شریرا گائون
راو شریرا گائون بر حنینا (عبری: רב שרירא גאון בר חנינא)(به انگلیسی: R. Sherira Gaon bar Ḥanina)رئیس آکادمی پومبدیتا، یکی از برجسته‌ترین گائون‌ها Geonim دوره خود و پدر «های گائون» Hai Gaon بود که موفق شد او را نیز به مقام گائون برساند.
شریرا در سال ۹۰۶ میلادی زاده شده و در ۱۰۰۶ میلادی وفات یافته‌است. (Rabinowich p. xx; see also Abraham ibn Daud i. 66-67).

## زندگی
شریرا در سال ۹۰۶ میلادی به دنیا آمد. اجداد وی از هر دو طرف پدری و مادری بزرگانی از گائونیم بودند. پدرش حنانیا بن راو یهودا نیز گائون بود. شریرا ادعا می‌کرد از نسل رباه بن ابوها (Rabbah b. Abuha) است که از راس جالوت‌ها بوده بنابراین وی از نسل داود می‌باشد. شریرا اعلام کرد شجره نامه ای دارد که بر اساس آن نسب وی به شاخه ای از خانواده بوستانیان (بوستنای) می‌رسد اما مدعی بود که ترجیح می‌دهد زندگی علمی خود را داشته باشد. (Letter of Sherira Gaon, in Neubauer, l.c. i. 23, 33)
نشان مهر و موم خانوادگی او یک شیر بود که گفته شده‌است نشان پادشاهان یهود است. (Ibn Daud, l.c.)
در سال ۹۶۰ میلادی، شریرا به عنوان رئیس دادگاه مذهبی (دیان) منصوب شد در حالی که وی انتخاب نحمیا بن کوهن زدک (Nehemiah ben Kohen Tzedek) را به عنوان گائون رد کرد. در سال ۹۶۸ میلادی با فوت نحمیا، شریرا به عنوان گائون آکادمی پومبدیتا انتخاب شد و بزودی پسرش «های» را به عنوان دیان جایگزین خود نمود. (Sherira l.c. i. 41).
در سال ۹۹۷ میلادی وی و پسرش از سوی قادر بالله (خلیفه عباسی) متهم شده و به زندان افتادند و از داشتن کلیه اموال حتی ملزومات زندگی محروم شدند. هر چند مدت زندان کوتاه بود ولی شریرا بلحاظ سلامتی در وضعیت بسیار بدی قرار گرفت بنابراین از سمت گائون استعفا کرده و پسرش را بجای خود منصوب کرد. (Ibn Daud, l.c.)
شریرا در سال ۱۰۰۶ میلادی و در آستانه ۱۰۰ سالگی فوت کرد. (Ibn Daud, l.c. , according to Weiss's emendation in "Dor," v. 174)

## کتاب
کتاب او با نام " رساله راو شریرا گائون " (Iggeret Rav Sherira Gaon) تاریخچه ای جامع از ترکیب بندی تلمود است. این رساله در پاسخ به سؤالی از دانشمندان قیروان بود که دربارهٔ نگارش و ترکیب میشنا و تلمود پرسیده و به‌طور خاص بیان کرده بودند، چرا از مقامات قبلی به ندرت نام آورده شده و از نظر تاریخی پیوسته به نظر نمی‌رسد.
رساله فوق به دو ترجمه «فرانسوی» و «اسپانیایی» موجود است. ترجمه «فرانسوی» از زبان آرامی بوده در حالی که نسخه «اسپانیایی» از نسبت بالاتری از زبان عبری برخوردار است. این دو نسخه در پاسخ به این سؤال که آیا میشنا توسط خاخام یهودا هاناسی نوشته شده یا نه تفاوت دارند. نسخه اسپانیایی می‌گوید: که «قطعاً نوشته وی می‌باشد» اما نسخه فرانسوی می‌گوید: «نوشته وی نبوده و به نظر می‌رسد این مطلب دیدگاهی سنتی در میان یهودیان اشکنازی می‌باشد.» در هر صورت مکتوبات بیشتر به آخرین نسخه (فرانسوی) استناد می‌کنند که دارای استحکامی بیشتر بوده و سازگاری بیشتری با میشنا دارد.
اجماع علمی و از جمله نظر سلمون شختر بر این مبنا است که نسخه «اسپانیایی» نسخه اصلی و بشدت مورد تأیید حاخام اسرائیل موسی حزان (Israel Moses Hazan) بوده‌است.
در بیشتر مطالب علمی اخیر نیز آمده که نام آن‌ها به اشتباه گفته شده‌است. نسخه فرانسوی که "نسخه قدیمی تر " است، در واقع اسپانیایی است نه فرانسوی.